# Sanne Troelsgaard Nielsen
Sanne Troelsgaard Nielsen (Vejen, 1988. augusztus 15. –) Európa-bajnoki ezüstérmes dán női válogatott labdarúgó, a svéd FC Rosengård középpályán és csatárként is bevethető játékosa.

## Pályafutása
Vejenben kezdett futballozni, ahol 15 éves koráig edzősködött. 2003-tól 2009-ig a Haderslev és a SønderjyskE csapataiban játszott.

### Klubcsapatban
2009-ben két éven keresztül a Brøndby IF együttesét erősítette, majd a Skovbakkennél 15 meccsen 29 gólt szerzett. A parádésra sikeredett szezonja után az Év játékosa címet is kiérdemelte. A 2012-es bajnokságot már újra a Brøndbynél kezdte. 2014-ben a KoldingQ csapatánál három évet húzott le. A svéd FC Rosengårdal 2017-ben kötött szerződést.
2021. december 21-én két évre kötelezte el magát az angol Reading csapatához.

### A válogatottban
2008. március 10-én az Algarve-kupán mutatkozhatott be a felnőtt válogatottban Finnország ellen. A 2017-es Európa-bajnokságon ezüstérmet szerzett Dániával.

## Sikerei, díjai

### Klubcsapatokban
Dán bajnok (2):
- Brøndby IF (2): 2010-11, 2012-13

 Dán kupagyőztes (4):
- Brøndby IF (4): 2009-10, 2010-11, 2012-13, 2013-14

 Svéd bajnok (2):
- FC Rosengård (2): 2019, 2021

 Svéd kupagyőztes (2):
- FC Rosengård (2): 2017, 2018

### A válogatottban
Dánia
- Európa-bajnoki ezüstérmes: 2017

### Egyéni
- Az év játékosa (1): 2011